# Bombardier TVR

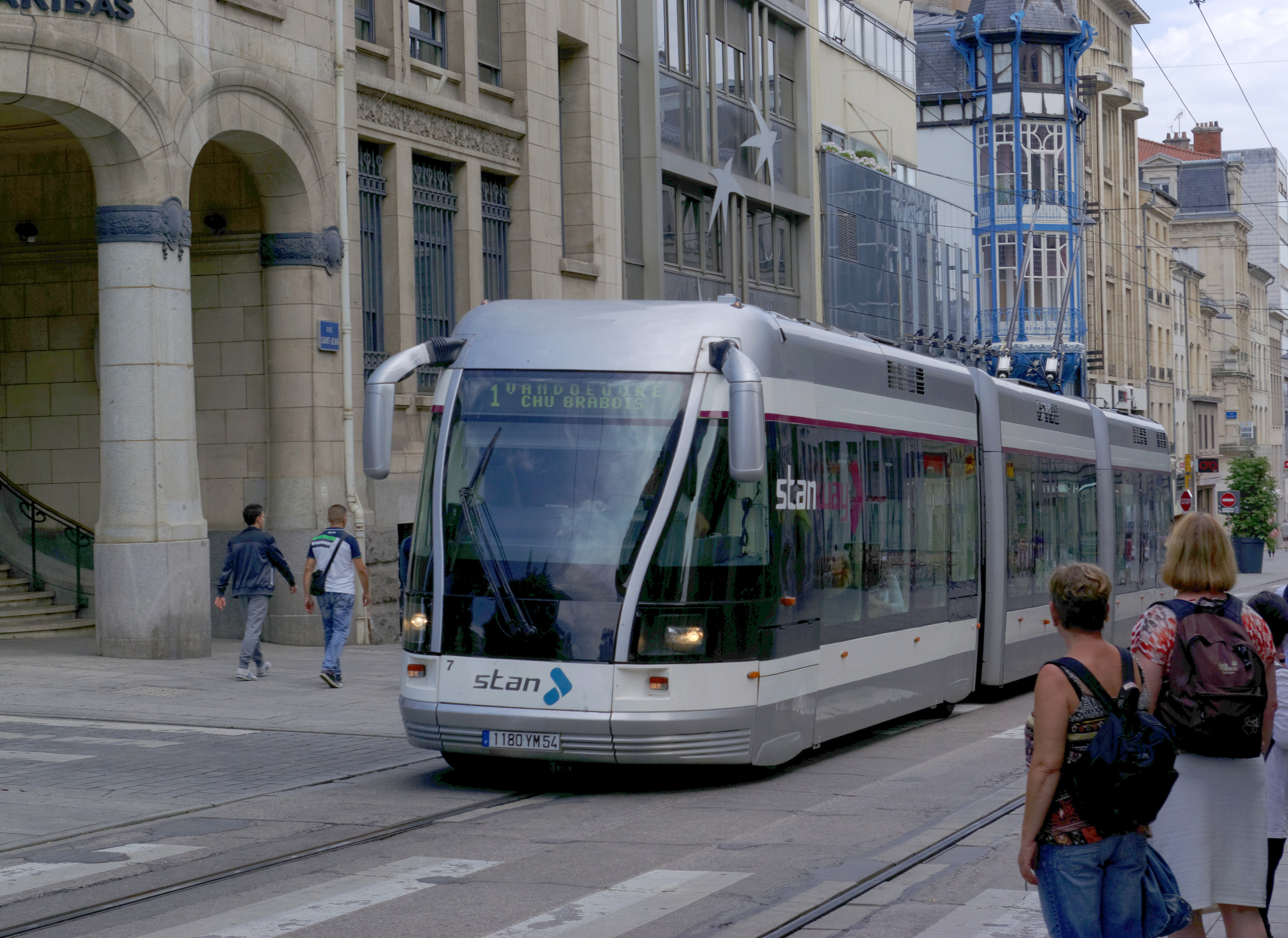
Машини КЛТ виглядають дуже подібно до трамваїв, проте по суті є автобусами, керованими єдиною напрямною рейкою, а також здатні рухатися без зовнішньої системи керування.

Керований Легкорейковий Транспорт (КЛТ, фр. Transport sur Voie Réservée, TVR) — назва колишньої технології автобуса із зовнішнім керуванням, а також інфраструктури, розробленої та виготовленої компанією Бомбардьє Транспортейшн (нині Alstom). Система працювала у двох містах у Франції: Нансі та Кан. Систему в місті Кан було ліквідовано у 2017 році та замінено на трамвай, а систему в Нансі було ліквідовано в березні 2023 р. із заміною на тролейбус.
Обидві системи у вищезазначених містах називали «шинним трамваєм», оскільки ті мають із трамваєм дві спільні риси: наявність рейки для спрямовування транспорту, а також живлення від контактного дроту. Втім, хоча КЛТ використовував рейку в центрі для керування, опорою для нього служили автомобільні колеса, а не рейки. Спільної точки зору стосовно того, чи варто КЛТ називати трамваєм лише через ці ознаки, не було оскільки його ознаками також були можливість керування та живлення незалежно від рейки та контактної мережі завдяки додатковим дизельним двигунам. Тож КЛТ був моделлю керованого дуобусу, але оскільки КЛТ міг використовувати пантограф для зняття струму, як у місті Кан, його неможливо було однозначно віднести до різновиду тролейбусів. В англомовній літературі КЛТ та його конкурент Транслор зазвичай називали «шинними трамваями», але рідко — просто «трамваями», оскільки вони не є трамваями у звичному сенсі цього слова, а також не є автобусами у модифікації з пантографом (в «електричному режимі»).
КЛТ був одним з двох проєктів (іншим був Innovia APM) шинного транспорту, що вироблявся транспротним підрозділом компанії Бомбардьє, який зазвичай спеціалізується на залізничному транспорті.

## Характеристика

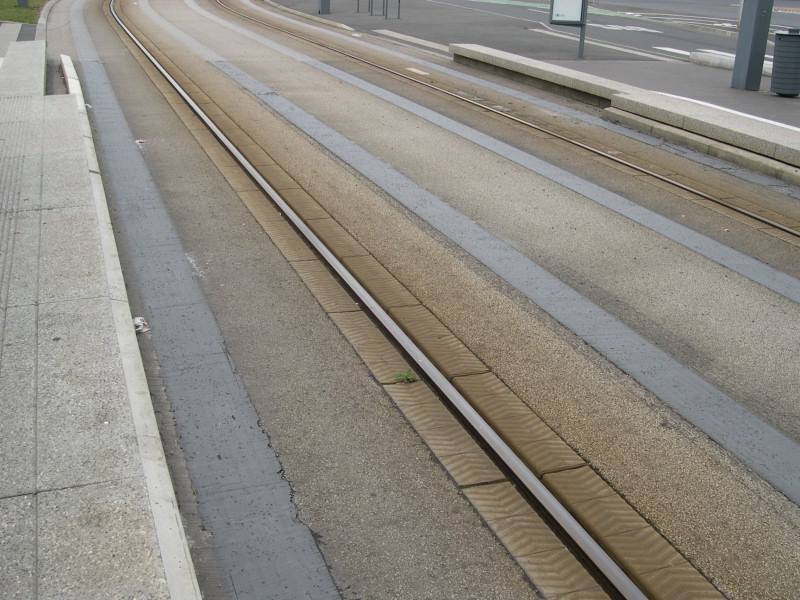
Рейка, вмонтована в дорожнє полотно, керує напрямком руху машин КЛТ під час роботи у «трамвайному» режимі.

Поперечний розріз напрямної рейки та напрямного колеса

КЛТ та подібний до нього Транслор часто описують як вуличний еквівалент технології шинного метро, але це порівняння не є точним; хоча КЛТ користується центральною рейкою, вона не є опорою, а автомобільні колеса влаштовані як на звичайному автобусі. Натомість колеса шинного метро об'єднані у колісні пари і влаштовані подібно до сталевих залізничних коліс. На відміну від трамваїв та машин Транслор, машини КЛТ обладнані кермом, хоча ним не користуються під час роботи у режимі трамваю. На лінії КЛТ в Нансі більше третини десятикілометрового маршруту не обладнано рейкою, а керування здійснюється виключно водієм через кермо. Систему КЛТ в Нансі обслуговувало товариство Société de Transports de l'Agglomération Nancienne, скорочено STAN.
Кожна машина КЛТ обладнана двома точками керування. Довжина кузова складає 24,5 метри, що менше ніж у більшості сучасних трамваїв, але більше ніж у звичайних автобусів. Хоча машини КЛТ зовні виглядають як трамваї, на відміну від сучасних трамваїв, вони однонапрямні та мають дзеркала заднього виду як в автобусів.
Машини на 100 % низькопідлогові, мають 40 місць для сидіння, а також до 105 місць для стояння.
У місті Кан, де напрямну рейку було встановлено вздовж усього маршруту, машини отримували струм через пантограф (другим контактом була рейка), а дизельний двигун та кермо було потрібне лише для заїзду та виїзду з депо. Використання пантографа виправдовувало необхідність використання напрямної рейки аби забезпечувати проїзд машини в габариті контактної мережі, та унеможливити зісковзування пантографа. Таким чином КЛТ у Кані не міг об'їжджати об'єкти на своєму шляху не перемикаючись на дизельний (автобусний) режим, і тому КЛТ у Кані неможливо вважати тролейбусною мережею.
25 машин КЛТ у Нансі використовували тролейбусні штанги для живлення електричним струмом, що дозволило використовувати наявну в місті контактну мережу, побудовану в місті для попереднього покоління тролейбусів, а також для продовження руху маршрутом там, де відсутня напрямна рейка. У Нансі 60 % маршруту КЛТ було обладнано напрямною рейкою, тому цю систему відносили як до шинного трамваю, так і до тролейбуса. Систему було відкрито для пасажирів у лютому 2001 року, але з березня 2001 р. до березня 2002 р. роботу системи було призупинено через ремонт машин компанією Бомбардьє.
У Кані КЛТ було відкрито в листопаді 2002 р. з урахуванням помилок, здійснених під час відкриття системи в Нансі. Обслуговуванням займалася компанія Compagnie des Transports de l'Agglomération Caennaise під брендом Twisto, яку було ліквідовано у 2017 році разом із системою КЛТ, яку замінили на стандартний трамвай.

## Переваги

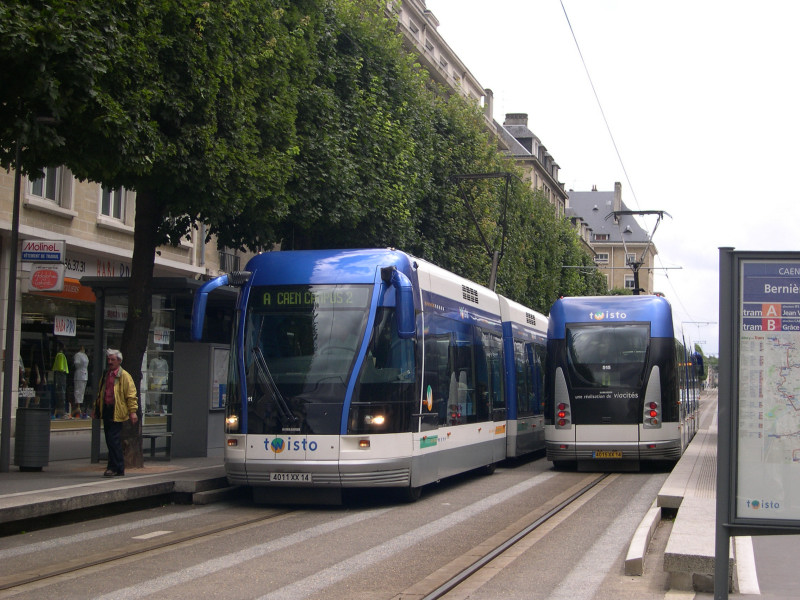
Подібно до трамваїв, КЛТ можуть впритул під'їжджати до платформи для безбар'єрної посадки.

Хоча напрямна рейка для КЛТ не сильно дешевша ніж рейки для звичайних трамваїв, будівництво всієї системи може обійтися дешевше оскільки наявні тролейбусні мережі можна використовувати без встановлення рейки, а також не всі нові ділянки мусять бути обладнані контактною мережею чи рейкою; навіть у випадку коли увесь маршрут обладнаний рейкою та контактною мережею, як у місті Кан, депо не обов'язково має бути під'єднаним до маршруту, що дозволяє заощадити кошти на будівництві депо в центральних районах міста.
Іншою перевагою порівняно з трамваями, що стала визначною для міста Нансі, є значно краще зчеплення гумових шин із поверхнею, що дозволяло КЛТ долати більш круті ухили аж до 13 %. Маршрут T1 в Нансі містив ділянку з ухилом 13 %.
Порівняно з автобусами, використання напрямної рейки дозволяє машинам КЛТ рухатися паралельними смугами з меншим прозором, ніж це безпечно для автомобільного транспорту. Також вони можуть під'їжджати ближче до посадкових платформ, що прискорює посадку та висадку, а також дозволяє пасажирам на колісних візках користуватися транспортом не очікуючи на пандус.

## Недоліки
КЛТ мали певні механічні недоліки, котрі, хоча й були виправлені, призвели до зниження зацікавленості інших міст у технології. Машини виявилися погано контрольованими під час їзди без напрямної рейки, а також погано себе проявляли коли випадково водій користувався кермом під час роботи у «трамвайному» режимі (наприклад, якщо на дорогу вибіг пішохід або тварина).
Також через те, що шини постійно проїжджали однією колією на дорозі, і в Нансі, і в Кані сильно зношувалося дорожнє покриття, що збільнувало вартість обслуговування для компанії-оператора. Вартість поточного обслуговування також виявилася високою. 
Комфорт їзди також не виявився суттєво вищим порівняно з автобусом оскільки КЛТ спирався на чотири автомобільні колеса в той час, як трамвайні візки забезпечують більший комфорт.
Також траплялися механічні поломки напрямного колеса, що спричиняло схід із рейки. Причиною виявилися відцентрові сили, що діяли на колесо під час проходження кривих. Через це на кривих швидкість було обмежено до 10 км/год.
Досягти мети знизити вартість за кілометр також не вдалося. Вартість перевезення на кілометр шляху трамвайними системами інших міст Франції виявилася принаймні на 10 % нижчою порівняно з КЛТ.  Подібним чином вартість перевезення одного пасажира[прояснити] виявилася відчутно вищою порівняно з трамваєм.
У місцевості, де бувають снігопади, така система теж може виявитися непрактичною: оскільки напрямна рейка є частиною електричного кола для живлення транспорту, накопичення льоду та снігу на рейці може перешкоджати подачі струму. Також, оскільки колесо не є опорним, сніг, що налипає на рейку, може підняти колесо і спричинити сходження з рейки.
Критики системи також відзначають, що, на відміну від звичайного трамвая, КЛТ є власницькою системою, тобто місто, де встановлено таку систему, не зможе закуповувати машини від інших виробників окрім Бомбардьє. Натомість стандартний трамвай може легко використовувати вагони від різних виробників: сусідній з Нансі Страсбург, наприклад, обрав модель Alstom Citadis на додачу до наявних трамваїв Eurotram.
Через проблеми, з якими стикалися міста, котрі придбали систему керованих автобусів від Бомбардьє (одне з яких вимагало компенсацію сплаченої вартості КЛТ), компанія більше не планує продавати системи КЛТ. 

## Юридичний статус
Машини КЛТ юридично вважають автобусами, тому вони мають бути обладнані номерними знаками, дзеркалами заднього виду та фарами. На відміну від трамвайних вагонів та машин Транслор, КЛТ обладнані кермом (хоча його не використовують під час руху ділянками, обладнаними рейкою), і тому можуть рухатися незалежно від колії.
 